# 5. honvedski poljskotopniški polk (Avstro-Ogrska)
Za druge 5. polke glejte 5. polk.
5. honvedski poljskotopniški polk (izvirno nemško Feldkanonenregiment Nr. 5; madžarsko 5. honvéd tábori ágyúsezred) je bil artilerijski polk Kraljevega madžarskega domobranstva.

## Zgodovina

### Prva svetovna vojna
Polkovna narodnostna sestava leta 1914 je bila sledeča: 49% Madžarov, 46% Romuni in 5% drugih.

## Poveljniki
- maj 1914: Eugen Straner[1]